# (I WANNA)BE WITH YOU
(I WANNA)BE WITH YOU（ビー・ウィズ・ユー）は、1992年9月26日にポリスターから発売されたL⇔Rの2枚目のシングルである。

## 概要
- アルバム『LAUGH + ROUGH』からの先行シングル。どちらもアルバムに収録されるが別バージョンとなっている。

## 収録曲
1. (I WANNA)BE WITH YOU
作詞・作曲:黒沢健一
  - 原曲はアマチュア時代に演奏していた"No More Bring Me Blue"。この曲でYAMAHA主催のバンドコンテスト「EastWest'86」の予選大会に参加。本選出場は逃すものの、審査委員として来場していた小室哲哉が楽曲を気に入り、その場で特別賞を設け受賞することになった[1]。
  - 『LAUGH+ROUGH』に収録されるものより収録時間が短くなっている。

1. PASSIN' THROUGH '73追憶の日々
作詞・作曲:黒沢健一
  - 『LAUGH+ROUGH』に収録されるものより長くなり、別のバージョンになっている。

## 収録アルバム
- LAUGH + ROUGH (#1,2、#2はpt.2)
- Singles&More (#1)
- TREASURE COLLECTION (#1)